# Kanton La Haute-Vallée de l’Aude
Der Kanton La Haute-Vallée de l’Aude ist ein französischer Wahlkreis im Département Aude in der Region Okzitanien. Er umfasst 82 Gemeinden im Arrondissement Limoux und hat sein bureau centralisateur in Quillan. Bei der landesweiten Neuordnung der französischen Kantone Anfang 2015 wurde der alte Kanton Quillan zunächst mit den Kantonen Axat, Belcaire und Couiza zusammengelegt, bevor er durch einen weiteren Erlass zum 1. Januar 2016 in seinen jetzigen Namen umbenannt wurde.

## Gemeinden
Der Kanton besteht aus 82 Gemeinden mit insgesamt 17.642 Einwohnern (Stand: 1. Januar 2022) auf einer Gesamtfläche von 1.184,71 km²:
| Gemeinde                         | Einwohner 1. Januar 2022 | Fläche km² | Dichte Einw./km² | Code INSEE | Postleitzahl |
| -------------------------------- | ------------------------ | ---------- | ---------------- | ---------- | ------------ |
| Antugnac                         | 292                      | 9,49       | 31               | 11010      | 11190        |
| Arques                           | 253                      | 18,53      | 14               | 11015      | 11190        |
| Artigues                         | 73                       | 6,29       | 12               | 11017      | 11140        |
| Aunat                            | 61                       | 10,62      | 6                | 11019      | 11140        |
| Axat                             | 482                      | 11,77      | 41               | 11021      | 11140        |
| Belcaire                         | 369                      | 30,68      | 12               | 11028      | 11340        |
| Belfort-sur-Rebenty              | 24                       | 5,24       | 5                | 11031      | 11140        |
| Belvianes-et-Cavirac             | 259                      | 11,68      | 22               | 11035      | 11500        |
| Belvis                           | 162                      | 23,61      | 7                | 11036      | 11340        |
| Bessède-de-Sault                 | 57                       | 15,04      | 4                | 11038      | 11140        |
| Bugarach                         | 242                      | 26,62      | 9                | 11055      | 11190        |
| Cailla                           | 52                       | 7,64       | 7                | 11060      | 11140        |
| Campagna-de-Sault                | 19                       | 10,40      | 2                | 11062      | 11140        |
| Campagne-sur-Aude                | 616                      | 5,97       | 103              | 11063      | 11260        |
| Camps-sur-l’Agly                 | 61                       | 26,35      | 2                | 11065      | 11190        |
| Camurac                          | 108                      | 11,61      | 9                | 11066      | 11340        |
| Cassaignes                       | 59                       | 3,74       | 16               | 11073      | 11190        |
| Chalabre                         | 1.115                    | 15,49      | 72               | 11091      | 11230        |
| Comus                            | 33                       | 14,07      | 2                | 11096      | 11340        |
| Corbières                        | 36                       | 8,53       | 4                | 11100      | 11230        |
| Coudons                          | 53                       | 9,50       | 6                | 11101      | 11500        |
| Couiza                           | 1.130                    | 6,77       | 167              | 11103      | 11190        |
| Counozouls                       | 56                       | 27,80      | 2                | 11104      | 11140        |
| Courtauly                        | 76                       | 7,72       | 10               | 11107      | 11230        |
| Coustaussa                       | 50                       | 4,47       | 11               | 11109      | 11190        |
| Cubières-sur-Cinoble             | 81                       | 14,48      | 6                | 11112      | 11190        |
| Escouloubre                      | 69                       | 31,14      | 2                | 11127      | 11140        |
| Espéraza                         | 1.695                    | 10,52      | 161              | 11129      | 11260        |
| Espezel                          | 233                      | 14,31      | 16               | 11130      | 11340        |
| Fontanès-de-Sault                | 5                        | 5,29       | 1                | 11147      | 11140        |
| Fourtou                          | 78                       | 20,46      | 4                | 11155      | 11190        |
| Galinagues                       | 31                       | 4,14       | 7                | 11160      | 11140        |
| Gincla                           | 47                       | 7,65       | 6                | 11163      | 11140        |
| Ginoles                          | 298                      | 6,17       | 48               | 11165      | 11500        |
| Granès                           | 116                      | 5,38       | 22               | 11168      | 11500        |
| Joucou                           | 30                       | 6,44       | 5                | 11177      | 11140        |
| La Fajolle                       | 13                       | 15,79      | 1                | 11135      | 11140        |
| La Serpent                       | 95                       | 9,59       | 10               | 11376      | 11190        |
| Le Bousquet                      | 44                       | 25,99      | 2                | 11047      | 11140        |
| Le Clat                          | 28                       | 10,25      | 3                | 11093      | 11140        |
| Luc-sur-Aude                     | 253                      | 7,67       | 33               | 11209      | 11190        |
| Marsa                            | 22                       | 19,17      | 1                | 11219      | 11140        |
| Mazuby                           | 23                       | 8,96       | 3                | 11229      | 11140        |
| Mérial                           | 30                       | 17,19      | 2                | 11230      | 11140        |
| Missègre                         | 64                       | 7,28       | 9                | 11235      | 11580        |
| Montazels                        | 537                      | 4,39       | 122              | 11240      | 11190        |
| Montfort-sur-Boulzane            | 88                       | 33,32      | 3                | 11244      | 11140        |
| Montjardin                       | 80                       | 14,11      | 6                | 11249      | 11230        |
| Nébias                           | 257                      | 12,69      | 20               | 11263      | 11500        |
| Niort-de-Sault                   | 36                       | 22,11      | 2                | 11265      | 11140        |
| Peyrefitte-du-Razès              | 54                       | 6,72       | 8                | 11282      | 11230        |
| Peyrolles                        | 89                       | 14,49      | 6                | 11287      | 11190        |
| Puilaurens                       | 272                      | 33,38      | 8                | 11302      | 11140        |
| Puivert                          | 461                      | 41,29      | 11               | 11303      | 11230        |
| Quillan                          | 2.992                    | 34,63      | 86               | 11304      | 11500        |
| Quirbajou                        | 50                       | 13,95      | 4                | 11306      | 11500        |
| Rennes-le-Château                | 87                       | 14,68      | 6                | 11309      | 11190        |
| Rennes-les-Bains                 | 224                      | 18,77      | 12               | 11310      | 11190        |
| Rivel                            | 218                      | 24,30      | 9                | 11316      | 11230        |
| Rodome                           | 99                       | 11,77      | 8                | 11317      | 11140        |
| Roquefeuil                       | 285                      | 22,38      | 13               | 11320      | 11140        |
| Roquefort-de-Sault               | 82                       | 21,84      | 4                | 11321      | 11140        |
| Roquetaillade-et-Conilhac        | 269                      | 15,80      | 17               | 11323      | 11190, 11300 |
| Saint-Benoît                     | 108                      | 21,31      | 5                | 11333      | 11230        |
| Sainte-Colombe-sur-Guette        | 40                       | 21,04      | 2                | 11335      | 11140        |
| Sainte-Colombe-sur-l’Hers        | 444                      | 10,61      | 42               | 11336      | 11230        |
| Saint-Ferriol                    | 114                      | 9,85       | 12               | 11341      | 11500        |
| Saint-Jean-de-Paracol            | 137                      | 7,08       | 19               | 11346      | 11260        |
| Saint-Julia-de-Bec               | 99                       | 13,88      | 7                | 11347      | 11500        |
| Saint-Just-et-le-Bézu            | 50                       | 13,54      | 4                | 11350      | 11500        |
| Saint-Louis-et-Parahou           | 53                       | 15,61      | 3                | 11352      | 11500        |
| Saint-Martin-Lys                 | 24                       | 9,99       | 2                | 11358      | 11500        |
| Salvezines                       | 70                       | 20,09      | 3                | 11373      | 11140        |
| Serres                           | 88                       | 4,06       | 22               | 11377      | 11190        |
| Sonnac-sur-l’Hers                | 137                      | 13,74      | 10               | 11380      | 11230        |
| Sougraigne                       | 127                      | 18,43      | 7                | 11381      | 11190        |
| Terroles                         | 14                       | 6,63       | 2                | 11389      | 11580        |
| Tréziers                         | 100                      | 6,41       | 16               | 11400      | 11230        |
| Val de Lambronne                 | 171                      | 12,00      | 14               | 11080      | 11230        |
| Val-du-Faby                      | 580                      | 23,71      | 24               | 11131      | 11260        |
| Valmigère                        | 27                       | 5,94       | 5                | 11402      | 11580        |
| Villefort                        | 86                       | 12,67      | 7                | 11424      | 11230        |
| Kanton La Haute-Vallée de l’Aude | 17.642                   | 1.184,71   | 15               | 1114       | –            |

## Veränderungen im Gemeindebestand seit der landesweiten Neuordnung der Kantone
2019:
- Fusion Fa und Rouvenac → Val-du-Faby
- Fusion Roquetaillade und Conilhac-de-la-Montagne → Roquetaillade-et-Conilhac

2016:
- Fusion Brenac und Quillan → Quillan
- Fusion Caudeval und Gueytes-et-Labastide → Val de Lambronne

## Politik
| Vertreter im Departementrat | Vertreter im Departementrat          | Vertreter im Departementrat |
| Amtszeit                    | Namen                                | Partei                      |
| --------------------------- | ------------------------------------ | --------------------------- |
| 2015–                       | Anne-Marie Bohic-Cortes Francis Savy | PS                          |